# Cătălin Josan
Cătălin Josan (Chișinău, 4 marzo 1987) è un cantautore moldavo.
Ha vinto la prima edizione del programma-concorso Megastar, diretto da canali televisivi Prima TVdin Romania. Ha ottenuto un grande successo grazie al singolo Don't Wanna Miss You che è diventato un tormentone estivo dell'estate 2011.

## Biografia
A dodici anni entrò nel liceo musicale Ciprian Porumbescu a Chisinau, per ottenere una laurea specialistica in pianoforte. Ha imparato a suonare la chitarra da solo. Dal 2007 ha studiato presso l'Accademia di Musica, Teatro e Belle Arti "Gavriil Musicescu" a Chisinau, è stato allievo del musicista rumeno Valeriu Vdovicenco. Si è trasferito a Bucarest, anche se ufficialmente ha continuato a studiare nella capitale moldava.

## Eurofestival
Catalin ha più volte partecipato alla selezione nazionale rumene per l'Eurovision Song Contest. Nel 2008 ha portato tre brani, di cui uno cantato con Nico, che poi avrebbe vinto la selezione di tale anno. La canzone "When we're together" si è classificata terza nella prima semifinale, come "Run Away" nella seconda. Catalin sceglie di continuare con la seconda canzone, che alla fine arriva quarta.
Ha annunciato la partecipazione all'Eurovision Song Contest per il 2012 con la canzone "Call My Name", pubblicata il 28 febbraio.

## Album

### 2007:Megastart
Catalin è il primo artista a firmare un contratto con la Universal Music Romania, segnando così l'inizio della filiale in Romania della Universal Music Group. In ottobre ha lanciato il suo primo album della sua carriera, Megastart. Il brano d'esordio si chiama Big Brown Eyes, per la quale ha collaborato con Marius Catalin Moga, Don Baxter e la stilista Maria Marinescu. Lanciata i primi di settembre, la canzone ha avuto grande successo. Fanno parte di questo album anche Vrei nu vrei (eşti doar a mea), Veronica Demonica e la versione rumena di Run Away dal titolo Mea Oglinda.

### 2012
Per il 2012 è previsto il secondo album, preceduto dal primo singolo di grande successo Don't Wanna Miss You, uscito a marzo 2011, che in Italia è stato certificato disco d'Oro per le 15 000 copie vendute. La canzone è la colonna sonora dello spot Vodafone. Ad agosto viene pubblicato il secondo singolo Walking on Fire.. 
Nel febbraio 2012 è uscito il nuovo singolo "Call My Name" con il quale ha partecipato alla selezione rumena dell'Eurovision Song Contest con la quale è arrivato al 3º posto.
Il 22 ottobre 2013 partecipa a MasterChef Romania.

## Discografia

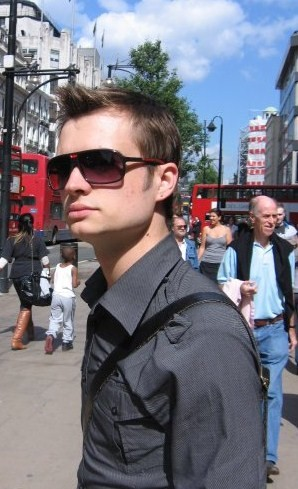

### Album
- 2007 - Megastart (Universal Music Romania)

### Singoli
- 2007 - Veronica Demonica
- 2007 - Big Brown Eyes ft. (Maria Marinescu)
- 2011 - Don't Wanna Miss You
- 2011 - Walking on Fire
- 2012 - Call My Name
- 2013 - Floorplay feat Iuliana Puschila

### Collaborazioni
- 2012 - D'estate (con il gruppo La Differenza)[9]